# Erwin Neher
Erwin Neher, född 20 mars 1944 i Landsberg am Lech, Bayern, Tyskland, är en tysk biofysiker. Han tilldelades, tillsammans med Bert Sakmann, Nobelpriset i fysiologi eller medicin 1991 för sin upptäckt av enskilda jonkanalers funktion i celler.

## Biografi
Neher var son till Elisabeth (född Pfeiffer), lärare, och Franz Xaver Neher, chef på ett mejeriföretag. Han studerade fysik vid Münchens tekniska universitet från 1963 till 1966.
År 1966 tilldelades han Fulbrightstipendiet för att studera i USA. Han tillbringade ett år vid University of Wisconsin–Madison, och tog en magisterexamen i biofysik. Under tiden vid Charles Stevens-laboratoriet vid Yale University för postdoktorat träffade han forskarkollegan Eva-Maria Neher, som han gifte sig med 1978 och  fick fem barn tillsammans med – Richard, Benjamin, Carola, Sigmund och Margret.
År 2003 var Neher en av 22 Nobelpristagare som undertecknade det humanistiska manifestet.

## Vetenskapligt arbete
Neher och Sakmann var först med att notera strömmarna av singeljonkanaler på en levande cell (de noterades först genom lipid bilayeren-metoden) genom deras utveckling av patch clamp-tekniken, ett projekt Neher påbörjade som en postdoctoral forskningassistent i laboratoriet hos Charles F. Stevens på Yale University.
Från 1983 blev han föreståndare vid Max Planck-institutet for Biophysical Chemistry i Göttingen och ledde institutionen för membranbiofysik. Han har sedan 2011 varit direktör emeritus för institutet. Han är också professor emeritus vid universitetet i Göttingen och medordförande för Bernstein Center for Computational Neuroscience Göttingen. 

## Utmärkelser och hedersbetygelser
- Feldberg Foundation,  1979
- W. Alden Spencer-priset,  1983
- Adolf Fick-priset,  1984
- Louisa Gross Horwitz-priset,  1986[13]
- Gottfried Wilhelm Leibniz-priset,  1987
- Hedersdoktor vid Hasselts universitet,  1988[14]
- Hedersdoktor vid Hasselts universitet,  28 maj 1988[15]
- Gairdner Foundation International Award,  1989
- Niedersachsens statspris,  1990
- Bristol-Myers Squibb Award för framstående prestation inom neurovetenskaplig forskning,  1990[16]
- Ernst Hellmut Vits-priset,  1990
- Carus-priset,  1991
- Nobelpriset i fysiologi eller medicin, med  Bert Sakmann,  1991[17][18]
- Ralph W. Gerard-priset i neurovetenskap,  1991[19]
- Hedersdoktor vid Universidad de Alicante,  8 februari 1993[20]
- Hedersdoktor vid Huazhongs vetenskapliga och tekniska universitet,  1994[21]
- Utländsk ledamot av Royal Society,  9 juni 1994[22]
- Pour le Mérite för vetenskap och konst,  1995[23]
- Förbundsrepubliken Tysklands förtjänstorden – stora kommendörskorset med stjärna och axelrem,  2 september 1997[24][25]
- Sharpey-Schafer Lecture and Prize,  2002[26]
- Fulbright-programmet
- Hedersdoktor vid Tel Aviv University[27]

[Redigera Wikidata]